# Sedimentaire breccie
Een sedimentaire breccie is een klastisch sedimentair gesteente dat is opgebouwd uit willekeurig georiënteerde, hoekige tot subhoekige klasten. 
Sedimentaire breccies worden gevormd door debrisstromen, lawines, modderstromen of massabewegingen in een vloeistof. Een andere manier waarop een sedimentaire breccie kan ontstaan is door erosie (bijvoorbeeld door golfwerking) van nog nauwelijks geconsolideerd gesteente. De hoekige fragmenten worden bij elkaar gespoeld als colluvium en consolideren weer tot gesteente. Dikke lagen op deze manier ontstane breccie kunnen worden afgezet onderaan hellingen in slenken. Een breccie bestaande uit colluvium kan soms moeilijk te onderscheiden zijn van een breccie die in een debrisstroom is afgezet, zeker als de beschikbare informatie afkomstig is uit boorkernen. 
Sedimentaire breccies zijn een belangrijke vindplaats van sedexafzettingen.